# Cryptocarya microneura
Cryptocarya microneura Meisn. è un albero della famiglia delle Lauraceae, che cresce nelle foreste pluviali delle coste dell'Australia orientale.

## Descrizione
Cryptocarya microneura è un albero di taglia medio-piccola, alto sino a 25 metri. Il tronco è spesso di forma irregolare o scanalato. La corteccia è grigia e leggermente sugherosa negli alberi piccoli, o grigio-marrone e a scaglie su quelli grandi.

Le foglie sono alternate e semplici, la parte superiore è color verde scuro, quella inferiore verde pallido.

I fiori compaiono da settembre a novembre, non profumano e sono a pannocchie, finemente vellutati.

Il frutto è una drupa lucida, nera e appuntita, di diametro 12 mm circa; esso è cibo per gli uccelli della foresta pluviale come Lopholaimus antarcticus.

## Distribuzione e habitat
È comune nelle aree delle temperate calde delle foreste pluviali in terreno sedimentario, ed anche nelle foreste pluviali del litorale.